# Cantón de Orgelet
El cantón de Orgelet era una división administrativa francesa, que estaba situada en el departamento de Jura y la región de Franco Condado.

## Composición
El cantón estaba formado por veintitrés comunas:
- Alièze
- Arthenas
- Beffia
- Chambéria
- Chavéria
- Cressia
- Dompierre-sur-Mont
- Écrille
- Essia
- La Tour-du-Meix
- Marnézia
- Mérona
- Moutonne
- Nancuise
- Onoz
- Orgelet
- Pimorin
- Plaisia
- Présilly
- Reithouse
- Rothonay
- Sarrogna
- Varessia

## Supresión del cantón de Orgelet
En aplicación del Decreto n.º 2014-165 de 17 de febrero de 2014, el cantón de Orgelet fue suprimido el 22 de marzo de 2015 y sus 23 comunas pasaron a formar parte; veintidós del nuevo cantón de Moirans-en-Montagne y una del nuevo cantón de Saint-Amour.